# Rode Zuivering
De Rode Zuivering (Japans: レッドパージ, reddo pāji; Engels: Red Purge) was een periode in Japan eind jaren 1940 en begin jaren 1950, tijdens de bezetting door de geallieerden, waarin de Japanse overheid en bedrijven tienduizenden (vermeende) communisten uit hun banen ontsloegen en uit de politiek weerden. De Rode Zuivering kwam voort uit de toenemende spanningen in de Koude Oorlog en de rode schrik na de Tweede Wereldoorlog. Ze werd aangemoedigd door de Supreme Commander for the Allied Powers, de Amerikaanse bezetters van Japan, en kaderde in de Trumandoctrine en de zogenaamde Reverse Course waarbij de Verenigde Staten Japan wilden opbouwen als economische en militaire bondgenoot. De Rode Zuivering duurde van 1947/1948 tot 1952. De Japanse Communistische Partij leed zwaar onder dit beleid en zag haar lidmaatschap dalen van 150.000 tot 20.000.